# Wereld open schaken 2001
Het World Open 2001 dat in juli in Philadelphia verspeeld werd, is na een tie-break gewonnen door Alexander Goldin met 7 punten uit negen ronden. Nog zes andere spelers bereikten hetzelfde resultaat te weten: Joel Benjamin, Ilya Smirin. Alexander Onitsjoek, Yuri Shulman, Leonid Yudasin en Alexander Ivanov.